# 후지이 야스오
후지이 야스오(일본어: 藤井 康雄, 1962년 7월 7일 ~ )는 일본의 전 프로 야구 선수이자 야구 지도자이다.
2011년부터 후쿠오카 소프트뱅크 호크스의 1군 타격 코치를 맡았다가 2018년 시즌에 한신 타이거스에 1.2군 순회 타격코치를 맡고 있다.

## 인물

### 프로 입단 전
히로시마현 후쿠야마시에서 태어나 자랐으며 《거인의 별》에 이끌려서 초등학교 2학년 때부터 야구를 시작해 당시에는 3루수를 맡고 있었다. 이 때부터 장래에는 프로 야구 선수가 되는 것 밖에는 머릿 속에 없고, 같은 좌타자인 오 사다하루를 동경하고 있었다. 후쿠야마 시립 다카토리 중학교에서는 투수와 외야수를 겸임하고 타구가 우익수 쪽의 교실을 넘길 정도로 장타력이 있었다고 한다. 야구 유학으로 진학한 센슈 고등학교에서도 포지션은 변함이 없었고 장타력을 평가받은 한편으로 변화구에는 약했다.
고시엔 대회 출전은 하지 못했지만 지인의 권유로 프린스 호텔에 입사해 프로에 입단한 이시게 히로미치의 후임으로서 유격수로의 전환이 검토됐지만 며칠 만에 이 계획안이 백지화되면서 1루수가 됐다. 사회인 시절에는 전일본 대표의 4번 타자를 맡은 적도 있다. 또 20대 전반에 어깨를 다쳐서 반 년 정도의 야구를 할 수 없게돼 속이 타들어갈 정도로 답답했다고 한다.
사회인 야구에서의 최고로 자랑하는 강한 어깨와 베이스 일주 14초 5의 빠른 발을 가졌다는 평가받아 1986년 프로 야구 드래프트 회의에서 한큐 브레이브스로부터 4순위 지명을 받았다. 도쿄에 6년간 머물렀던 적도 있어서 도쿄에 연고지를 두고 있는 구단을 희망하고 있었지만 “주어진 환경에서 노력하는 것이 중요하지 않은가”라는 어머니의 조언도 있어서 입단을 결정했다고 한다. 당시 후지이를 영입했던 담당 스카우트는 미와타 가쓰토시이며 계약금과 연봉 각각 4,300만 엔, 450만 엔(모두 추정치)에 계약을 맺었다.

### 프로 야구 선수 시절

#### 입단 초기 ~ 1990년
프로 1년째인 1987년 스프링 캠프에서 타구의 비거리는 주전 선수들에게도 지지 않아 감독인 우에다 도시하루에게서 높은 평가를 받고 적극적으로 기용돼 그 해엔 77경기에 출전했다. 한편, 금속 배트에서 나무로 된 배트로 바뀐 것에서 감촉의 차이와 빈번하게 부러진 것에 대해 고민을 겪기도 했다. 시즌 종료 후에는 결혼식을 올려 우에다 감독으로부터 ‘가늘고 길게, 힘내라’라는 말을 듣고 기분에 여유가 생겼던 일을 훗날까지 잘 기억하고 있었다고 한다. 이듬해 1988년 5월 하순에 부머 웰스가 왼쪽 무릎 관절염 증세로 귀국하여 대신에 1루수를 맡게 되자 타격면에서 좋은 성적을 거둬 5월 28일 난카이 호크스전에서는 처음으로 4번 타자를 맡게 됐다. 또, 그 해에는 주니어 올스타전에서 결승 홈런을 때려내면서 MVP와 상금 100만 엔을 획득했다. 부머가 복귀한 후에는 주전 우익수가 됐고 규정 타석에는 미치지 못했지만 시즌 20홈런을 기록했다.
팀명이 오릭스가 된 1989년에는 미노다 고지의 이적도 있어 개막 이후부터 주전 우익수가 됐고 블루 선더 타선의 일각을 차지했다. 7월에는 자신의 첫 올스타전에 출전해 사이토 마사키로부터 2점 홈런을 날리는 등의 활약으로 우수 선수로 선정됐다. 정규 시즌 성적은 타율 2할 9푼 2리, 30홈런, 90타점의 성적으로 생애 첫 베스트 나인에 선정됐다. 이듬해 1990년 5월에 타율 3할 6푼 3리, 6홈런, 18타점의 성적으로 월간 MVP를 첫 수상했고 개인 최고 성적인 37홈런, 96타점을 남겼다.

#### 1991년 ~ 1996년
1991년 시즌에는 5월 3일 닛폰햄 파이터스와의 경기에서 끝내기 2점 홈런을 때려내 자신에게도 프로 선수로 기록했던 홈런 중에서 가장 기억에 남아있다고 한다. 그러나 5월 경에 수비 연습 도중 펜스에 부딪쳐서 외상성 목 증후군으로 진단된 이후 왼팔의 마비로 인해 목이 움직이지 않게 됐다. 신체의 밸런스가 무너진 탓에 본래의 배팅 폼이 망가지면서 동년은 타율이 2할 2푼 2리로 크게 떨어졌다. 더욱이 신체의 균형을 잃은 상태에서 연습한 탓에 양쪽 무릎도 역시 좋지 않아 이듬해 1992년에는 출장 경기 수가 20경기로 급격하게 줄어들었다. 이로 인해서 그 해 시즌 종료 후에 있은 계약 갱신에서는 1,000만 엔이 삭감된 연봉 4,000만 엔(추정치)이 됐다.
경기에 나갈 수 없는 기간 동안에는 끈기있게 치료와 훈련에만 전념했고 가족과 만날 기회가 늘어났기 때문에 자신을 되돌아 보는 계기가 됐다고 한다. 1993년에는 시즌 초반의 타율이 1할 대에서 2할 대 사이로 부진을 겪고 있었으나 5월 18일의 지바 롯데 마린스전에서 3홈런 7타점을 올렸고 7월에는 타율 3할 2푼 4리, 4홈런, 12타점으로 통산 두 번째의 월간 MVP를 수상했다. 그 해엔 팀내 1위에 해당되는 28홈런, 86타점의 성적으로 통산 두 번째의 베스트 나인으로 선정됨과 동시에 퍼시픽 리그 특별 수상으로 노력상을 수상했다. 또, 11월에 열린 퍼시픽 리그 동서 대항에서는 결승 3점 홈런을 때려내 대회 MVP를 차지했다. 시즌 종료 후 계약 갱신에서는 4,000만 엔이 상승한 연봉 8,000만 엔(추정치)로 갱신됐다.
오기 아키라가 감독으로 취임한 1994년에는 급성장한 이치로가 우익수를 맡는 일이 많아졌고 시바하라 미노루나 프란시스코 카브레라와 함께 우익수 또는 1루수로 기용됐다. 1995년에는 한신·아와지 대지진의 강한 여파 속에서 리그 우승을 이끄는 등 우승이 결정된 경기에서 위닝 볼을 잡은 것이 가장 인상깊었다고 한다. 그 해 일본 시리즈에서는 3차전부터 5차전까지 5번 타자 겸 우익수로서 선발 출전했다. 1996년에는 규정 타석을 채우지는 못했지만 3년 만에 20홈런을 기록했고 요미우리 자이언츠와 맞대결한 일본 시리즈에서는 4차전만 제외하고는 선발 출전해 팀도 일본 시리즈 정상에 올랐다.

#### 1997년 ~ 2002년
1997년에는 타율, 홈런, 타점 모두 작년에 미치지 못했고 구단 쪽에서도 후지이가 취득한 FA권 행사에 대해서 민감한 태도를 보였다. 그리하여 야구 협약의 한도를 넘는 40%(3,000만 엔)가 삭감된 연봉 4,800만 엔으로 계약을 갱신했다. 1998년에는 타격 코치인 아라이 히로마사의 조언에 따라 방망이의 무게를 950g에서 약 920g으로 줄이고 중심이 약간 앞으로 쏠리게 한 결과 헤드 스피드가 빨라졌다고 한다. 비거리가 늘어나면서 시즌 종반까지 홈런왕 타이틀을 놓고 치열한 경쟁을 벌이다가 최종적으로는 1위에 오른 나이젤 윌슨보다 3개 적은 30홈런을 기록했다. 당시에는 소위 ‘오기 매직’(仰木マジック)으로 불렸던 지휘에 따라 선수 기용 방법이 매일 바꾸다시피 했는데 타순 등이 고정된 편이 경기하기에 더 수월하다는 느낌이 들었다고 한다.
2001년 9월 30일에 열린 지바 롯데와의 경기에서 퍼시픽 리그 신기록이 되는 통산 14번째의 만루 홈런을 고바야시 마사히데로부터 때려낸 데 이어 일본 프로 야구 역사상 유일한 2사 3점차 상황에 대타로 나서 역전 끝내기 만루 홈런을 때려내는 등 총 88경기에 출전하면서 팀내 일본인 선수로서 1위가 되는 15홈런을 기록했다. 그러나 타율은 처음으로 1할 대로 떨어졌고 계약 갱신에서는 2,000만 엔이 삭감된 연봉 3,000만 엔(추정치)이 됐다.
2002년에는 일본 프로 야구의 현역 최고령 야수의 반열에 올랐다. 새로 감독으로 부임한 이시게 히로미치는 확실성을 높이고자 스프링 캠프에서 후지이의 타격을 대대적으로 교정했지만 이것이 오히려 타격을 무너뜨리는 한 요인이 됐다. 그 해를 마지막으로 16년 간의 현역 생활을 은퇴했고 10월 13일 긴테쓰와의 경기에서 은퇴식을 치렀다. 이날 시구식에서 14세인 큰 아들과 맞대결했다. 그의 은퇴에 따라 한큐 시절부터 오릭스에 속해 있던 선수는 더 이상 없게 됐다.

### 그 후
2003년부터 2006년까지 오릭스 2군 팀인 서패스 고베의 타격 코치를 맡아 오기 아키라가 감독 시절에 착용했던 등번호 72번을 희망하여 착용했다. 2007년에는 구단 편성부에 들어갔고 2009년에는 2군 타격 코치로 복귀해 신인 시절에 지도했던 T-오카다에게 1대 1로 타격 폼을 지도해 노스트라이드 타법을 습득한 T-오카다는 웨스턴 리그에서 21홈런을 기록해 다음 시즌에서의 성장의 발판을 만들었다.
2010년에는 편성부에서 스카우트를 맡아 승부의 힘을 높이는 것을 기대하고 2011년부터 후쿠오카 소프트뱅크 호크스의 1군 타격 코치로 부임했다.

## 플레이 스타일
현역 통산 282개의 홈런을 기록한 강타자이지만 어디까지나 안타의 연장선으로 홈런이기에 자신의 스윙이 가능하면 자연스럽게 비거리가 늘었다고 한다. 또한 안타에 대한 홈런의 비율이 매우 높다는 특징이 있었다. 통산 만루 홈런 14개는 오 사다하루의 일본 기록과 1개 차이이며, 대타 만루 홈런 4개는 통산으로 2001년에 있었던 연간 3개는 시즌에서의 각각 일본 프로 야구 기록이다.
상대했던 투수 중에 가장 대단했다고 느낀 투수로는 속구와 슬라이더 끊김이 뛰어났던 마쓰자카 다이스케와 포크볼이 한번 솟구쳤다가 급격하게 떨어지는 것처럼 보였던 노모 히데오 등 두 사람의 이름을 들었다. 프로에 들어간 직후 와타나베 히사노부나 궈타이위안의 투구에 충격을 받았고 또한 젊었을 적에는 타석에서 서로 눈이 마주치면 웃는 인상을 보인 우시지마 가즈히코에게 부담을 느꼈지만 투지를 드러내는 오노 가즈요시와 같은 스타일과는 궁합이 좋았다고 한다. 니시자키 유키히로에게서는 만루 홈런을 3개나 쳤는데 이것은 개인 최다 기록이다.

## 에피소드
- ‘미스터 블루웨이브’(ミスター・ブルーウェーブ)[36], ‘야스오 상’(ヤスオさん)이라는 별명으로 친숙하다.[37] 팬 서비스도 열심이었고[36] 팬이 사인을 요구하면 가능한 한 해주려고 했다고 한다.[38]
- 후쿠야마 시내에 있는 본가는 가라오케 찻집을 운영하고 있다.[39] 친구 오자키 가즈유키의 추천으로 1999년에 《… 요코 '99》 등 3곡이 수록된 CD를 블루스타레코드에서 출시했다.[40] 이 CD에는 오시마 고이치와 다니 요시토모도 코러스를 맡았다.[40]

## 상세 정보

### 출신 학교
- 긴키 대학 센슈 고등학교

### 선수 경력
사회인 시대
- 프린스 호텔

프로팀 경력
- 한큐 브레이브스·오릭스 브레이브스·오릭스 블루웨이브(1987년 ~ 2002년)

지도자 경력
- 한큐 브레이브스·오릭스 브레이브스·오릭스 블루웨이브 코치(2003년 ~ 2006년,2009년)
- 후쿠오카 소프트뱅크 호크스 1군 타격 코치(2011년 ~ 2017년)
- 오릭스 버펄로스 1군 타격 코치(2018년)
- 오릭스 버펄로스 2군 타격 코치(2019년 ~ 2020년)
- 간사이 소카 고등학교 감독(2021년)
- 한신 타이거스 1,2군 순회 타격 코치(2022년 ~ )

### 수상·타이틀 경력
- 베스트 나인 : 2회(1989년, 1993년)
- 주니어 올스타전 MVP : 1회(1988년)
- 월간 MVP : 2회(1990년 5월, 1993년 7월)

### 개인 기록

#### 첫 기록
- 첫 출장 : 1987년 4월 10일, 대 난카이 호크스 1차전(한큐 니시노미야 구장), 9회말에 유미오카 게이지로의 대타로서 출장
- 첫 타석·첫 안타 : 상동, 9회말에 이노우에 유지로부터 2루타
- 첫 타점 : 1987년 4월 24일, 대 닛폰햄 파이터스 1차전(고라쿠엔 구장), 7회초에 후지타 히로마사의 대타로서 출장, 시바타 야스미쓰로부터 적시 2루타
- 첫 선발 출장 : 1987년 5월 21일, 대 닛폰햄 파이터스 6차전(고라쿠엔 구장), 2번·좌익수로서 선발 출장
- 첫 홈런 : 1987년 9월 29일, 대 난카이 호크스 22차전(오사카 구장), 7회초에 야마우치 다카노리로부터 솔로 홈런

#### 기록 달성 경력
- 통산 100홈런 : 1991년 6월 28일, 대 긴테쓰 버펄로스 12차전(후지이데라 구장), 9회초에 다카야나기 이즈미로부터 3점 홈런 ※역대 166번째
- 통산 150홈런 : 1994년 8월 9일, 대 닛폰햄 파이터스 21차전(가가와 현영 야구장), 5회초에 이마제키 마사루로부터 솔로 홈런 ※역대 99번째
- 통산 1000경기 출장 : 1996년 7월 10일, 대 후쿠오카 다이에 호크스 14차전(후쿠오카 돔), 7회초에 오가와 히로후미의 대타로서 출장 ※역대 330번째
- 통산 200홈런 : 1997년 9월 17일, 대 닛폰햄 파이터스 26차전(도쿄 돔), 1회초에 이마제키 마사루로부터 선제 3점 홈런 ※역대 68번째
- 통산 1000안타 : 1998년 9월 20일, 대 긴테쓰 버펄로스 26차전(오사카 돔), 1회초에 고이케 히데오로부터 우익 방향에 적시 2루타 ※역대 191번째
- 통산 1000삼진 : 1999년 9월 9일, 대 닛폰햄 파이터스 24차전(그린 스타디움 고베), 8회말에 라파엘 오렐라노로부터 ※역대 25번째
- 통산 250홈런 : 2000년 4월 7일, 대 세이부 라이온스 1차전(세이부 돔), 2회초에 마쓰자카 다이스케로부터 우월 선제 솔로 홈런 ※역대 38번째
- 통산 1500경기 출장 : 2000년 10월 16일, 대 지바 롯데 마린스 27차전(지바 마린 스타디움), 7번·지명타자로서 선발 출장 ※역대 131번째

#### 기타
- 올스타전 출장 : 1회(1989년)
- 대타 역전 끝내기 만루 홈런 : 2001년 9월 30일, 대 지바 롯데 마린스 27차전(그린 스타디움 고베), 9회말에 고바야시 마사히데로부터 ※역대 7번째
- 대타로서의 만루 홈런 : 2001년 8월 1일, 대 닛폰햄 파이터스 전 ※일본 프로 야구 역대 7번째[41]

### 등번호
- 38(1987년 ~ 1988년)
- 10(1989년 ~ 1992년)
- 8(1993년 ~ 2002년)
- 72(2003년 ~ 2006년, 2009년)
- 71(2011년 ~ 2019년)
- 81(2022년 ~ )

### 연도별 타격 성적
| 연 도       | 소 속       | 경 기 | 타 석 | 타 수 | 득 점 | 안 타 | 2 루 타 | 3 루 타 | 홈 런 | 루 타 | 타 점 | 도 루 | 도 루 자 | 희 생 번 | 희 생 플 | 볼 넷 | 고 4 | 사 구 | 삼 진 | 병 살 타 | 타 율 | 출 루 율 | 장 타 율 | O P S |
| ----------- | ----------- | ----- | ----- | ----- | ----- | ----- | ------- | ------- | ----- | ----- | ----- | ----- | -------- | -------- | -------- | ----- | ---- | ----- | ----- | -------- | ----- | -------- | -------- | ----- |
| 1987년      | 한큐 오릭스 | 77    | 111   | 96    | 11    | 27    | 6       | 0       | 2     | 39    | 13    | 1     | 0        | 0        | 2        | 12    | 1    | 1     | 16    | 2        | .281  | .360     | .406     | .767  |
| 1988년      | 한큐 오릭스 | 111   | 348   | 311   | 42    | 89    | 13      | 4       | 20    | 170   | 62    | 1     | 3        | 2        | 0        | 34    | 1    | 1     | 51    | 5        | .286  | .356     | .547     | .903  |
| 1989년      | 한큐 오릭스 | 121   | 498   | 432   | 66    | 126   | 27      | 3       | 30    | 249   | 90    | 3     | 5        | 2        | 6        | 54    | 4    | 4     | 72    | 10       | .292  | .371     | .576     | .947  |
| 1990년      | 한큐 오릭스 | 128   | 544   | 463   | 81    | 132   | 25      | 2       | 37    | 272   | 96    | 6     | 4        | 0        | 6        | 68    | 4    | 7     | 109   | 6        | .285  | .381     | .587     | .968  |
| 1991년      | 한큐 오릭스 | 121   | 468   | 401   | 49    | 89    | 19      | 0       | 21    | 171   | 57    | 0     | 0        | 0        | 2        | 64    | 4    | 1     | 92    | 4        | .222  | .329     | .426     | .755  |
| 1992년      | 한큐 오릭스 | 20    | 73    | 67    | 3     | 18    | 5       | 0       | 0     | 23    | 8     | 0     | 0        | 0        | 1        | 5     | 0    | 0     | 9     | 2        | .269  | .315     | .343     | .658  |
| 1993년      | 한큐 오릭스 | 129   | 548   | 463   | 62    | 116   | 23      | 1       | 28    | 225   | 86    | 2     | 3        | 0        | 7        | 77    | 2    | 1     | 118   | 13       | .251  | .354     | .486     | .840  |
| 1994년      | 한큐 오릭스 | 117   | 414   | 355   | 52    | 87    | 17      | 3       | 13    | 149   | 46    | 2     | 2        | 0        | 2        | 56    | 2    | 1     | 86    | 4        | .245  | .348     | .420     | .768  |
| 1995년      | 한큐 오릭스 | 116   | 403   | 334   | 50    | 79    | 14      | 1       | 14    | 137   | 49    | 0     | 1        | 0        | 3        | 65    | 7    | 1     | 82    | 8        | .237  | .360     | .410     | .770  |
| 1996년      | 한큐 오릭스 | 109   | 361   | 310   | 44    | 85    | 18      | 0       | 20    | 163   | 61    | 1     | 4        | 0        | 4        | 47    | 2    | 0     | 73    | 6        | .274  | .366     | .526     | .891  |
| 1997년      | 한큐 오릭스 | 98    | 294   | 254   | 36    | 61    | 8       | 2       | 18    | 127   | 57    | 1     | 1        | 0        | 3        | 36    | 2    | 1     | 84    | 4        | .240  | .333     | .500     | .833  |
| 1998년      | 한큐 오릭스 | 126   | 491   | 400   | 65    | 100   | 22      | 3       | 30    | 218   | 80    | 2     | 1        | 0        | 4        | 85    | 4    | 2     | 127   | 2        | .250  | .381     | .545     | .926  |
| 1999년      | 한큐 오릭스 | 115   | 403   | 323   | 39    | 79    | 17      | 0       | 15    | 141   | 51    | 0     | 2        | 0        | 2        | 74    | 2    | 4     | 92    | 1        | .245  | .390     | .437     | .826  |
| 2000년      | 한큐 오릭스 | 112   | 324   | 280   | 36    | 64    | 15      | 2       | 18    | 137   | 54    | 0     | 0        | 0        | 6        | 36    | 2    | 2     | 62    | 2        | .229  | .315     | .489     | .804  |
| 2001년      | 한큐 오릭스 | 88    | 213   | 189   | 23    | 37    | 6       | 0       | 15    | 88    | 45    | 1     | 0        | 0        | 4        | 19    | 0    | 1     | 43    | 5        | .196  | .268     | .466     | .733  |
| 2002년      | 한큐 오릭스 | 53    | 122   | 109   | 2     | 18    | 4       | 0       | 1     | 25    | 6     | 0     | 1        | 0        | 1        | 10    | 0    | 2     | 36    | 3        | .165  | .246     | .229     | .475  |
| 통산 : 16년 | 통산 : 16년 | 1641  | 5615  | 4787  | 661   | 1207  | 239     | 21      | 282   | 2334  | 861   | 20    | 27       | 4        | 53       | 742   | 37   | 29    | 1152  | 77       | .252  | .353     | .488     | .840  |

- 굵은 글씨는 시즌 최고 성적
- 한큐(한큐 브레이브스)는 1989년에 오릭스(오릭스 브레이브스)로 구단명을 변경